# Mistrovství světa v biatlonu 2023 – závod s hromadným startem mužů
Závod s hromadným startem mužů na Mistrovství světa v biatlonu 2023 se konal v neděli 19. února v oberhofském biatlonovém stadionu Lotto Thüringen Arena am Rennsteig jako poslední individuální mužský závod šampionátu. Start závodu proběhl v 12:30 hodin středoevropského času.
Do závodu nastoupilo 30 biatlonistů – závodníci hodnocení do 15. místa v celkovém pořadí světového poháru před začátkem mistrovství světa, všichni individuální medailisté z dosavadního šampionátu a závodníci, kteří na mistrovství v jednotlivých závodech skončili kumulativně nejlépe podle součtu bodů, které by obdrželi, pokud by závody byly započítány do hodnocení světového poháru, s omezením počtu maximálně čtyř závodníků na jednu národní výpravu.
Obhájcem prvenství byl Nor Sturla Holm Laegreid, který skončil čtvrtý. Úřadujícím olympijským vítězem z této disciplíny byl další Nor Johannes Thingnes Bø, který obsadil třetí místo.
Vítězem se stal Švéd Sebastian Samuelsson před krajanem Martine Ponsiluomou a Norem Johannesem Thingnesem Bø.

## Průběh závodu
V závodě, který se jel za nepříjemného deště, se favorizovaný Nor Johannes Thingnes Bø dopustil při první i druhé střelbě vždy jedné střelecké chyby. Vždy však v následujícím kole dojel čelo závodu, a když první střelbu vstoje zvládl čistě, odjížděl v čele s náskokem deset vteřin na bezchybně střílejícího Švéda Sebastiana Samuelssona a 17 vteřin na svého kolegu Sturlu Holma Laegreida. S obdobným náskokem přijížděl i na poslední střelbu, kde však (stejně jako Laegreid) nesestřelil jeden terč. Odjížděl z ní proto třetí se ztrátou sedmi vteřin na dalšího Švéda Martina Ponsiluomu a Samuelsona. Na prvních dvou místech si oba Švédové pořadí vyměnili a Samuelsson zvyšoval svůj náskok. Johannes Bø však už zrychlit nedokázal a Samuelsson tak zvítězil. 

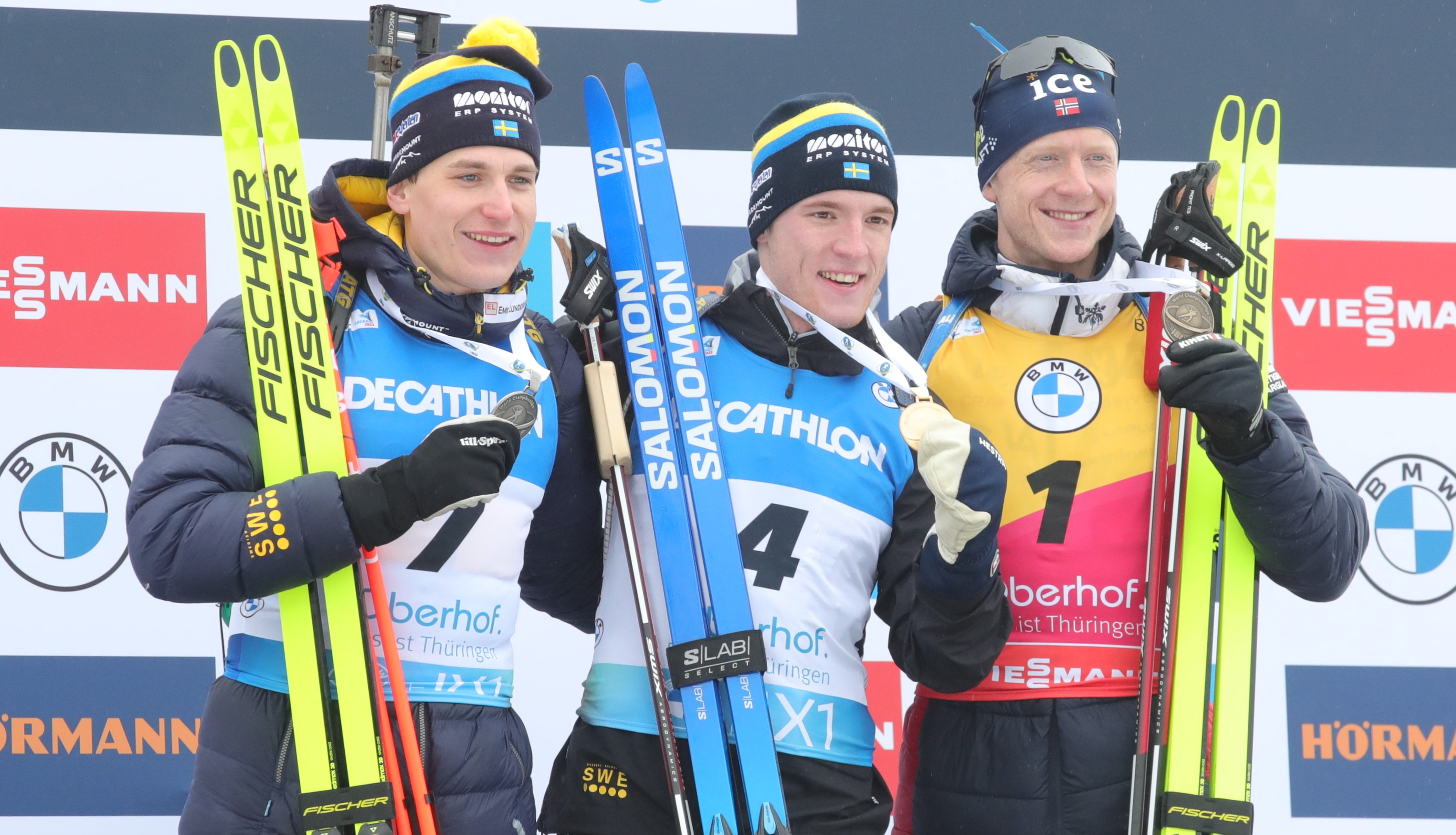
Stupně vítězů – Ponsiluoma, Samuelsson a Bø

Sebastian Samuelsson tak získal svoji první zlatou individuální medaili z vrcholných biatlonových soutěží, když dosud bylo jeho jediné první místo se štafetu na olympijských hrách 2018. Zakončil tak úspěšný šampionát, kde třikrát obsadil bronzovou příčku. Jako první Švéd dokázal ovládnout na mistrovství světa závod s hromadným startem, když předčil druhé místo Björna Ferryho z roku 2012. Martin Ponsiluoma navázal druhým místem na rok starou stříbrnou medaili z tohoto závodu z pekingské olympiády a získal po svoji druhou individuální medaili ze světových šampionátu. Johannes Thingnes Bø usiloval o historický rekord, když mohl v případě triumfu získat šesté zlato z jednoho mistrovství, nakonec však zkompletoval sadu cenných kovů. I tak se stal historicky nejúspěšnějším medailistou z jednoho mistrovství, když v Oberhofu získal pět zlatých, jednu stříbrnou a jednu bronzovou medaili.
Všichni čeští biatlonisté při první položce nestříleli přesně a propadli se až do třetí desítky v pořadí. Tomáš Mikyska však při dalších položkách sestřelil všechny terče a dojel na 13. místě, čímž vyrovnal svoje umístění z vytrvalostního závodu. Jeho kolegové dále střelecky chybovali – Jakub Štvrtecký s celkem šesti nesestřelenými terči skončil na 22. místě; Michal Krčmář udělal ještě o jednu chybu více a dokončil závod pět pozic za ním, čímž dosáhl svého nejhoršího výsledku na tomto mistrovství světa.

## Výsledky
| Pořadí                                                                                          | č. | závodník                   | stát      | střelba (L+L+S+S) | čas     | ztráta  |
| ----------------------------------------------------------------------------------------------- | -- | -------------------------- | --------- | ----------------- | ------- | ------- |
| Zlatá medaile                                                                                   | 4  | Sebastian Samuelsson       | Švédsko   | 0 (0+0+0+0)       | 36:42,8 | —       |
| Stříbrná medaile                                                                                | 7  | Martin Ponsiluoma          | Švédsko   | 2 (0+1+1+0)       | 36:52,4 | +9,6    |
| Bronzová medaile                                                                                | 1  | Johannes Thingnes Bø (yr)  | Norsko    | 3 (1+1+0+1)       | 37:21,6 | +38,8   |
| 4.                                                                                              | 2  | Sturla Holm Laegreid (g)   | Norsko    | 2 (0+1+0+1)       | 37:38,6 | +55,8   |
| 5.                                                                                              | 19 | Andrejs Rastorgujevs       | Lotyšsko  | 3 (0+0+2+1)       | 37:50,1 | +1:07,3 |
| 6.                                                                                              | 6  | Quentin Fillon Maillet     | Francie   | 2 (0+1+1+0)       | 37:53,7 | +1:10,9 |
| 7.                                                                                              | 30 | Sebastian Stalder          | Švýcarsko | 0 (0+0+0+0)       | 37:53,9 | +1:11,1 |
| 8.                                                                                              | 12 | Fabien Claude              | Francie   | 2 (0+0+1+1)       | 38:09,2 | +1:26,4 |
| 9.                                                                                              | 3  | Tarjei Bø                  | Norsko    | 4 (1+1+0+2)       | 38:14,0 | +1:31,2 |
| 10.                                                                                             | 25 | Tero Seppälä               | Finsko    | 2 (1+1+0+0)       | 38:14,1 | +1:31,3 |
| 11.                                                                                             | 8  | Johannes Dale              | Norsko    | 2 (1+0+0+1)       | 38:15,1 | +1:32,3 |
| 12.                                                                                             | 5  | Vetle Sjåstad Christiansen | Norsko    | 5 (1+1+1+2)       | 38:28,4 | +1:45,6 |
| 13.                                                                                             | 15 | Justus Strelow             | Německo   | 1 (0+0+0+1)       | 38:28,8 | +1:46,0 |
| 14.                                                                                             | 26 | Tomáš Mikyska              | Česko     | 1 (1+0+0+0)       | 38:29,0 | +1:46,2 |
| 15.                                                                                             | 18 | Endre Strømsheim           | Norsko    | 3 (1+1+1+0)       | 38:41,5 | +1:58,7 |
| 16.                                                                                             | 27 | Jesper Nelin               | Švédsko   | 3 (0+1+1+1)       | 38:43,5 | +2:00,7 |
| 17.                                                                                             | 28 | Alex Cisar                 | Slovinsko | 1 (0+1+0+0)       | 38:46,2 | +2:03,4 |
| 18.                                                                                             | 10 | Roman Rees                 | Německo   | 2 (0+1+0+1)       | 38:50,4 | +2:07,6 |
| 19.                                                                                             | 22 | Antonin Guigonnat          | Francie   | 5 (1+0+2+2)       | 39:17,4 | +2:34,6 |
| 20.                                                                                             | 11 | Émilien Jacquelin          | Francie   | 5 (1+0+2+2)       | 39:17,5 | +2:34,7 |
| 21.                                                                                             | 17 | Johannes Kühn              | Německo   | 5 (0+1+3+1)       | 39:30,6 | +2:47,8 |
| 22.                                                                                             | 23 | Jakub Štvrtecký            | Česko     | 6 (1+1+2+2)       | 39:40,7 | +2:57,9 |
| 23.                                                                                             | 16 | Dmytro Pidručnyj           | Ukrajina  | 4 (0+1+3+0)       | 39:48,5 | +3:05,7 |
| 24.                                                                                             | 20 | David Komatz               | Rakousko  | 4 (1+1+1+1)       | 39:51,2 | +3:08,4 |
| 25.                                                                                             | 24 | Anton Dudčenko             | Ukrajina  | 3 (0+2+1+0)       | 39:53,4 | +3:10,6 |
| 26.                                                                                             | 9  | Benedikt Doll              | Německo   | 6 (2+0+2+2)       | 40:15,8 | +3:33,0 |
| 27.                                                                                             | 14 | Michal Krčmář              | Česko     | 7 (1+2+2+2)       | 40:48,9 | +4:06,1 |
| 28.                                                                                             | 13 | Tommaso Giacomel           | Itálie    | 7 (2+3+1+1)       | 41:05,0 | +4:22,2 |
| 29.                                                                                             | 21 | Vladimir Iliev             | Bulharsko | 8 (3+2+1+2)       | 41:26,4 | +4:43,6 |
| 30.                                                                                             | 29 | Peppe Femling              | Švédsko   | 7 (1+2+4+0)       | 42:31,1 | +5:48,3 |
| Zdroj: (yr) – vedoucí závodník hodnocení disciplíny a světového poháru, (g) – obhájce vítězství |    |                            |           |                   |         |         |

## Další fotografie

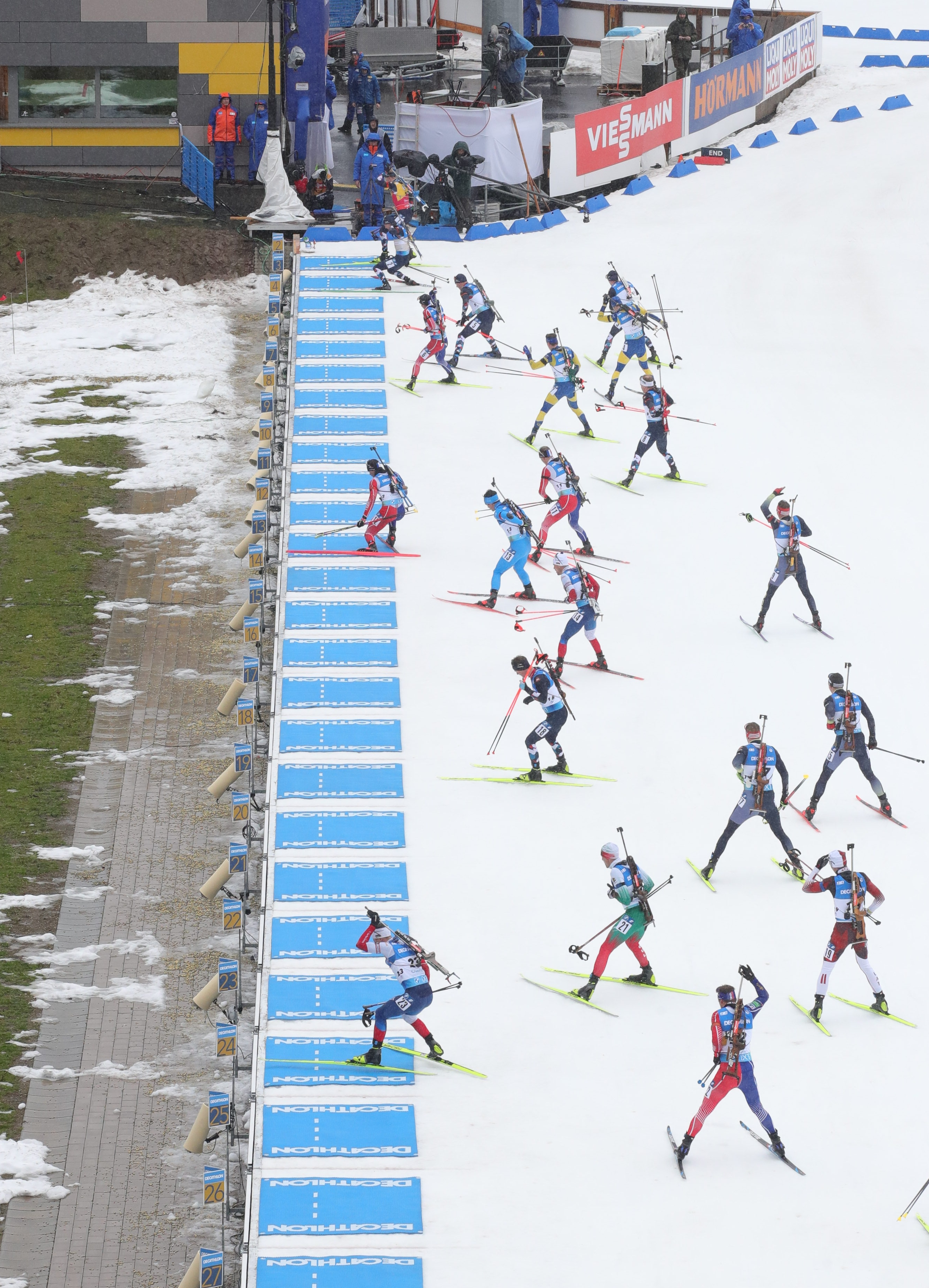
Závodníci přijíždějí k první střelbě vleže
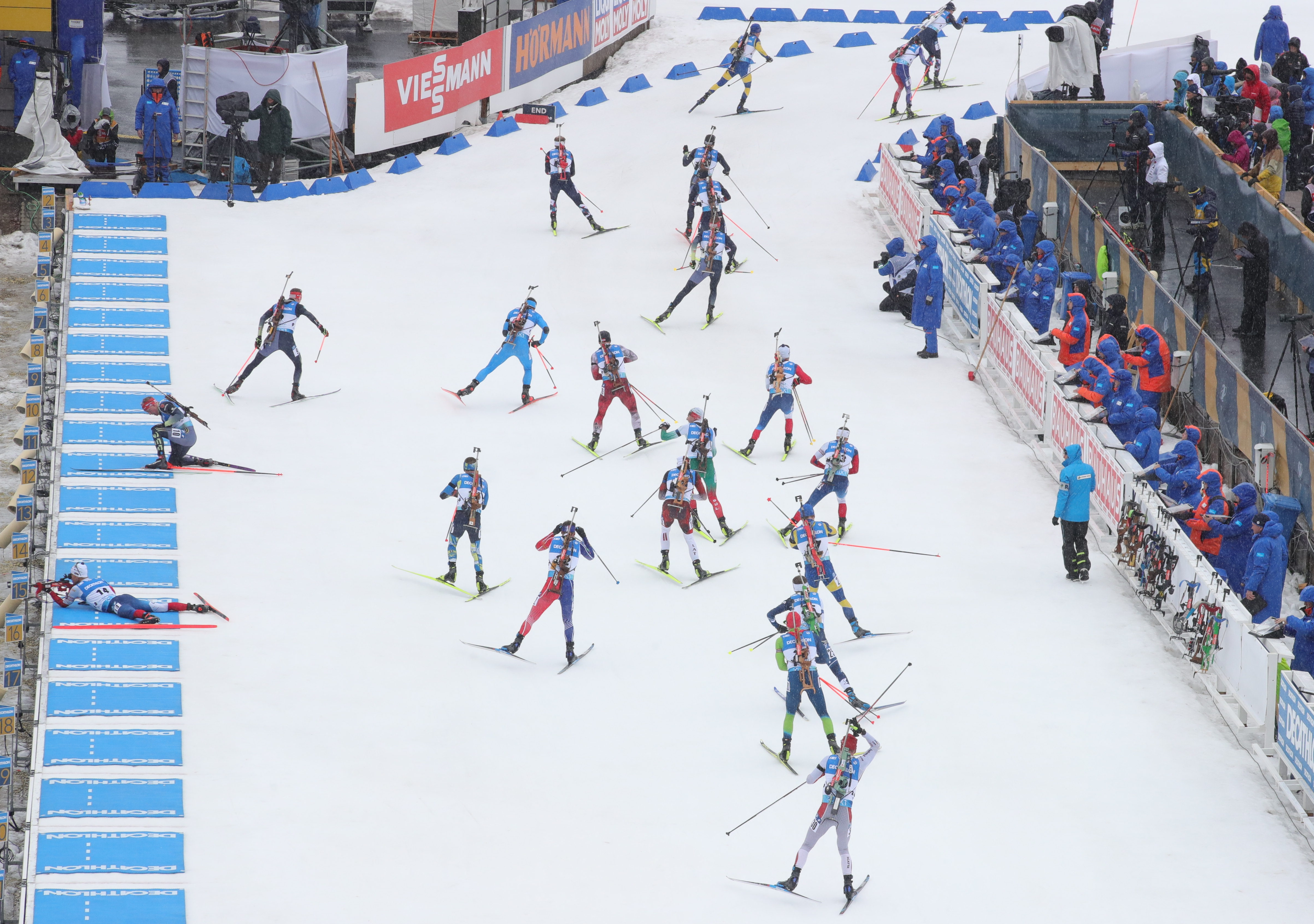
Odjezd ze střelnice – poslední na podložce leží Michal Krčmář
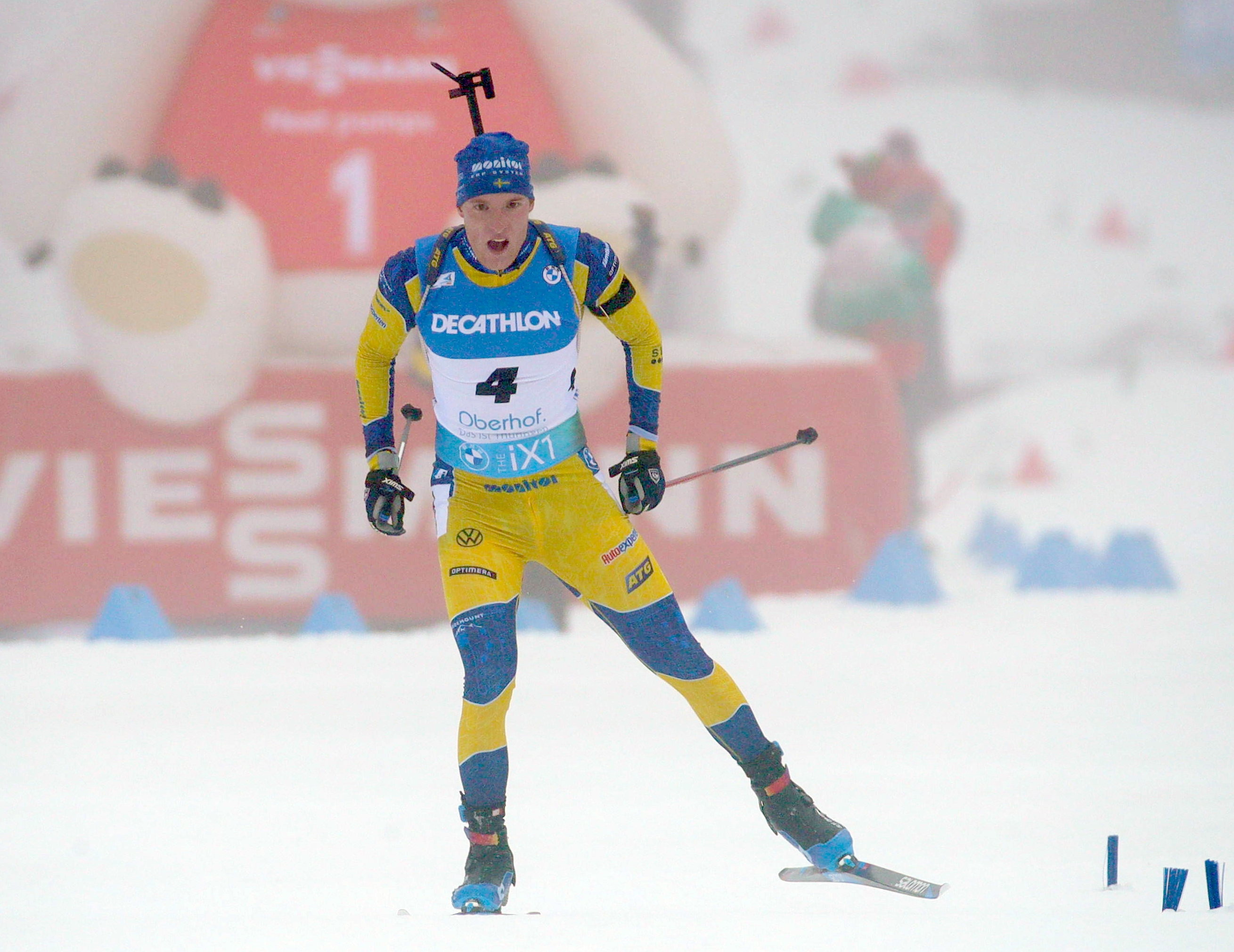
Sebastian Samuelsson v cíli
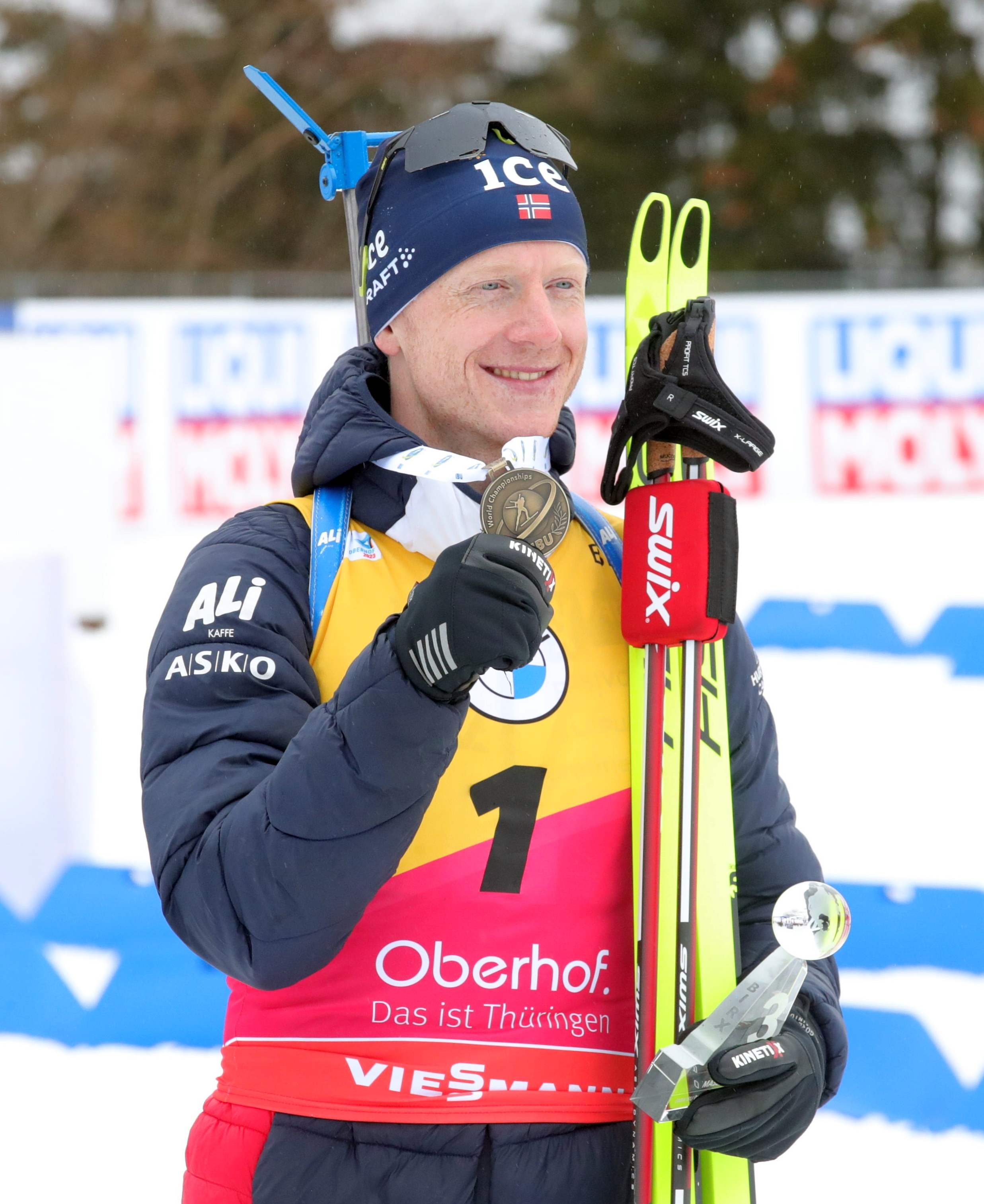
Johannes Thingnes Bø s bronzovou medailí